# Hargermolen
De Hargermolen is een in 1804 gebouwde poldermolen aan de Mosterdweg in de Harger- en Pettemerpolder, nabij Camperduin en Hargen in de Nederlandse gemeente Bergen. De molen bemaalt de Harger- en Pettemerpolder. Het is een rietgedekte achtkantige molen van het type grondzeiler met een wiekenkruis dat is voorzien van het systeem Fauël met steekborden op beide roeden. De molen is, zoals meer Noord-Hollandse poldermolens, een binnenkruier.
De Hargermolen verving een eerdere molen die in 1799 tijdens gevechtshandelingen tussen een Engels-Russisch leger enerzijds en de Franse overheersers anderzijds verloren was gegaan. Hetzelfde lot ondergingen ook een aantal andere molens in de omgeving.
De Hargermolen is in 1871 vervijzeld en heeft tot 1962 uitsluitend op windkracht de polder bemalen. Eigenaar van de molen is het Hoogheemraadschap Hollands Noorderkwartier.
Strijkmolens:
Strijkmolen B ·
Strijkmolen C ·
Strijkmolen D ·
Strijkmolen E ·
Ambachtsmolen ·
Strijkmolen I ·
Strijkmolen K ·
Strijkmolen L

Poldermolens:
Bosmolen ·
Hargermolen ·
Groetermolen ·
De Grebmolen ·
Slootgaardmolen ·
Poldermolen Waarland ·
Molen D / Oosterdel ·
Molen A ·
Sluismolen ·
Damlandermolen ·
Philisteinse Molen ·
Wimmenumer Molen ·
Geestmolen ·
Robonsbosmolen ·
De Viaan ·
De Eendracht

Korenmolens:
De Groot ·
Kijkduin (Schoorl) ·
't Roode Hert -
De Gouden Engel -
De Otter (Oterleek)

Molenstichting Alkmaar